# Sergej Kruševskij
Sergej Aleksandrovič Kruševskij (trasl. franc. Sergey Krushevskiy; Tashkent, 19 maggio 1976) è un ex ciclista su strada uzbeko.
Professionista dal 2002 al 2004, vinse tre campionati nazionali e la prova in linea dei Giochi asiatici del 2002, davanti ad Aleksandr Vinokurov.

## Carriera
Tra i dilettanti fu attivo dal 1999 al 2001 con le formazioni lombarde Sintofarm e Ceramiche Pagnoncelli; colse i migliori risultati nel 2001, vincendo due tappe alla Vuelta a Navarra e concludendo al secondo posto il Trofeo Città di San Vendemiano e al quarto assoluto il Baby Giro a tappe.
Passato professionista nel 2002 con la francese Saint-Quentin-Oktos, colse due vittorie nella corsa francese Tour de la Somme: nel 2002 vinse l'unica edizione in linea, nel 2004 fece sua anche la corsa a tappe. Concluse la carriera nel 2006 dopo due stagioni tra i dilettanti francesi.

## Palmarès
- 2001 (Under-23, due vittorie)

3ª tappa Vuelta a Navarra (Viana > Lodosa)
4ª tappa Vuelta a Navarra (Lodosa > Estella)
- 2002 (Saint-Quentin-Oktos, tre vittorie)

Giochi asiatici, Prova in linea (Pusan)
Campionati uzbeki, Prova a cronometro
Tour de la Somme
- 2003 (MBK-Oktos, due vittorie)

Campionati uzbeki, Prova a cronometro
Campionati uzbeki, Prova in linea
- 2004 (Oktos-Saint-Quentin, una vittoria)

Classifica generale Tour de la Somme

## Piazzamenti

### Competizioni mondiali
- Campionati del mondo

Valkenburg 1998 - Cronometro Under-23: 49º
Valkenburg 1998 - In linea Under-23: 113º
Hamilton 2003 - Cronometro: non partito